# Saldinia obovatifolia
Saldinia obovatifolia är en måreväxtart som beskrevs av Cornelis Eliza Bertus Bremekamp. Saldinia obovatifolia ingår i släktet Saldinia och familjen måreväxter. Inga underarter finns listade i Catalogue of Life.